# یواس‌اس سبو (ای‌آرجی-۶)
یواس‌اس سبو (ای‌آرجی-۶) (به انگلیسی: USS Cebu (ARG-6)) یک کشتی بود که طول آن ۴۴۱ فوت ۶ اینچ (۱۳۴٫۵۷ متر) بود. این کشتی در سال ۱۹۴۳ ساخته شد.